# Tasiocera aproducta
Tasiocera aproducta är en tvåvingeart som beskrevs av Alexander 1952. Tasiocera aproducta ingår i släktet Tasiocera och familjen småharkrankar. Inga underarter finns listade i Catalogue of Life.